# Lance Bass
James Lance Bass (Laurel (Mississippi), 4 mei 1979) is een Amerikaans zanger, acteur, filmproducent en auteur die bekend is geworden als lid van de boyband *NSYNC. Hij haalde ook het nieuws met zijn poging om deel te nemen aan een ruimtevlucht, waarvoor hij trainde in Sterrenstad en gecertificeerd ruimtevaarder werd. Kort na zijn training werd Bass ingeroosterd om mee te gaan met de Russische Sojoez TMA-1, maar dit ging niet door doordat zijn financiële ondersteuners uit het project stapten.
In 2006 kreeg Bass media-aandacht omdat hij in het Amerikaanse tijdschrift People bekendmaakte dat hij homoseksueel is. Op 23 oktober 2007 kwam zijn autobiografie Out of Sync uit.
Bass werd opgenomen in de Mississippi Musicians Hall of Fame.

## Filmografie
- Rex (2009, televisiefilm)
- Tropic Thunder (2008)
- I Now Pronounce You Chuck & Larry (2007)
- Love Wrecked (2005)
- Seek & Hide (2004)
- On Line (2001)
- Longshot (2000)

- Biblioteca Nacional de España: XX5009902
- Bibliothèque nationale de France: cb15028411z (data)
- Gemeinsame Normdatei: 13369934X
- International Standard Name Identifier: 0000 0000 8362 5671
- Library of Congress Control Number: n2007046335
- MusicBrainz: 81f6372b-4cfa-4d8d-b560-c9e4235defaa
- Virtual International Authority File: 19960975
- WorldCat: E39PBJvMwMvWD33dWcybh9jcT3